# Bâtiment A (Université Libre de Bruxelles)

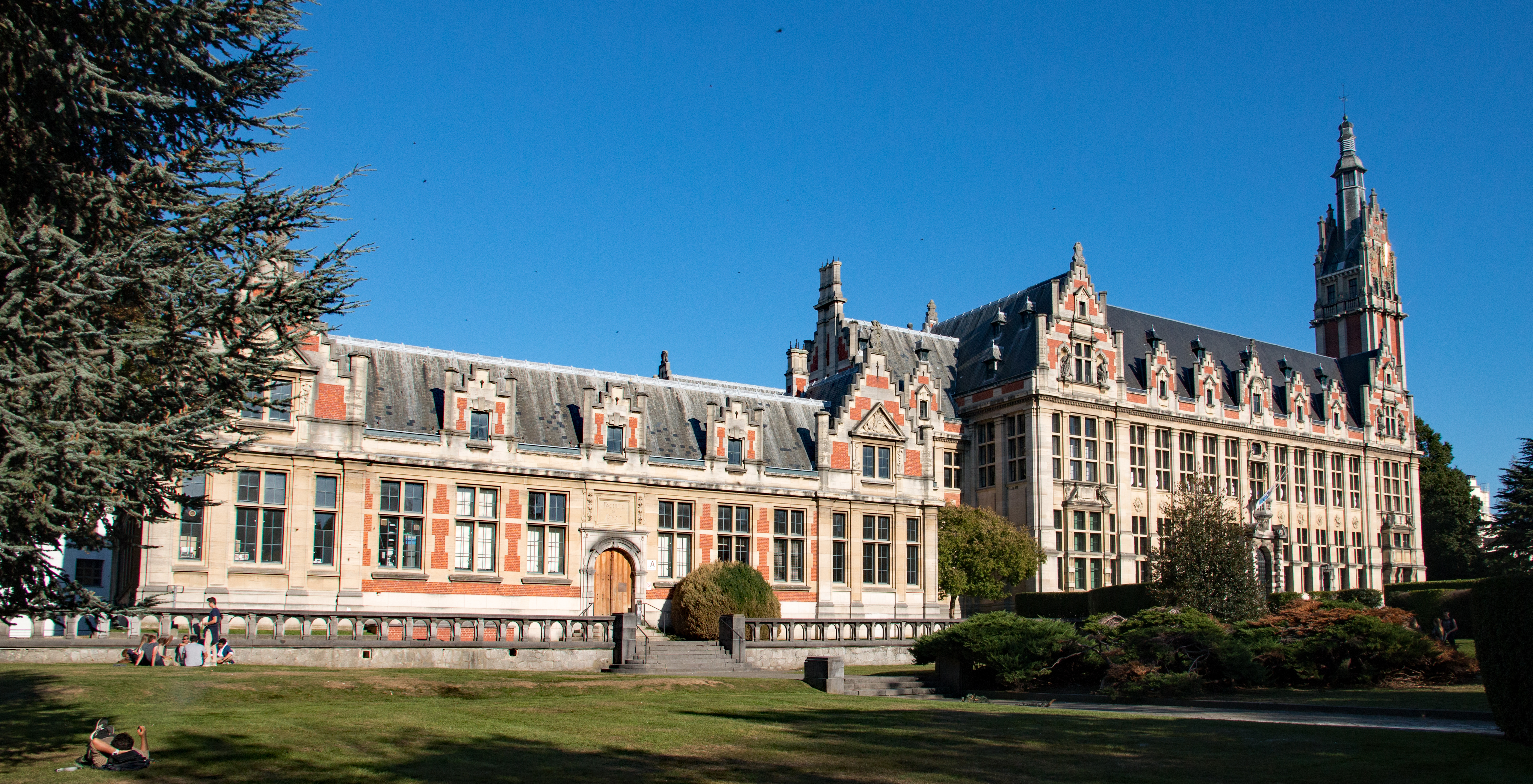
Links de rechtsfaculteit en rechts het centrale gebouw met de klokkentoren

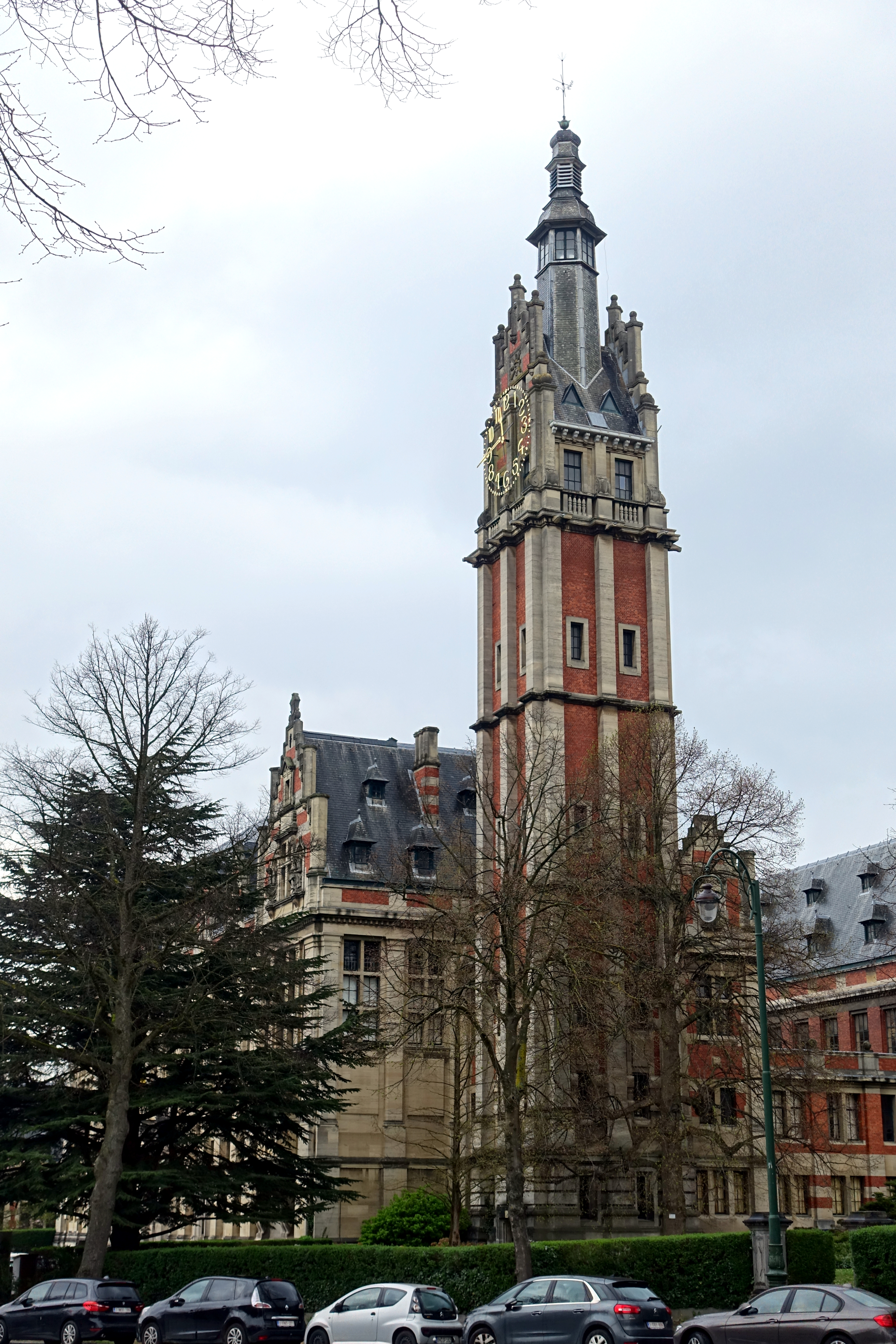
Klokkentoren

Bâtiment A is een gebouwencomplex uit 1928 op de Campus Solbosch van de Université libre de Bruxelles, ontworpen door architect Alexis Dumont. Met zijn historiserende stijl en klokkentoren is het een beeldbepalend gebouw aan de Franklin Rooseveltlaan in Brussel. Het werd in 2014 beschermd.

## Geschiedenis
Na de sluiting tijdens de Eerste Wereldoorlog verhuisde de ULB van het te klein geworden Granvellepaleis naar Solbosch. Hiervoor werd geput uit de middelen die de Belgian American Educational Foundation, voorgezeten door Herbert Hoover, ter beschikking stelde van de Belgische universiteiten. Vanwege bezwaren tegen de esthetiek van Gebouw U, dat ontworpen was door de ingenieur Eugène François (1870-1957) en in 1922 in gebruik werd genomen, schreef de Foundation voor de volgende fase een architectuurwedstrijd uit. De vijf geselecteerde deelnemers moesten een gebouw met een "Belgisch karakter" ontwerpen dat het vermaledijde Gebouw U aan het oog zou onttrekken. De laureaat was de jonge architect Alexis Dumont. Hij hield zich speciaal bezig met de gevels, terwijl Eugène François betrokken bleef en zich niet beperkte tot technische uitvoering. De werken duurden van 1924 tot 1928.

## Beschrijving
Gebouw A wordt dikwijls gerekend tot de neo-Vlaamse-renaissance, maar zelf stelde Dumont dat zijn ontwerp verwees naar de architectuur van de Nederlanden in de periode 1650-1750. Hij combineerde trapgevels en kruisvensters met frontons en pilasters. De voornaamste materialen zijn baksteen, twee soorten witsteen en leien voor de zadeldaken. Binnen citeerde hij een zaal van de Granvellepaleis.
Het complex bestaat uit een hoger centraal gebouw, geflankeerd door twee lagere gebouwen voor de rechtsfaculteit en de letterenfaculteit. Elk gebouw heeft een kloosterachtig binnenplein met fontein, en het centrale gebouw heeft er twee. Het bevatte vroeger de administratie op het gelijkvloers en de bibliotheek op de verdieping. De klokkentoren is met de lantaarn ongeveer vijftig meter hoog. Hij herinnering aan de Amerikaanse generositeit. In 1927 stuurde Dumont de plannen nog bij om er een geodetisch station te kunnen onderbrengen. 